# Иоанн (Бойчук)
Епи́скоп Иоа́нн (в миру — Васи́лий Ива́нович Бойчу́к укр. Василь Іванович Бойчук; 6 марта 1957, Бытков — 2 ноября 2020, Бытков) — епископ Православной церкви Украины на покое.
Ранее — архиерей Украинской православной церкви Киевского патриархата, епископ Коломыйский и Косовский (1997—2013).

## Биография
Родился 6 марта 1957 года в селе Бытков, Ивано-Франковской области в многодетной семье (кроме него, в семье воспитывалось ещё трое сыновей и четыре дочери). С 1964 по 1972 год обучался в средней школе.
В 1974 году окончил Брошнёвское профессионально-техническое училище.
С 1976 по 1978 год служил в рядах Советской армии.
С 1978 по 1984 год работал в Надвирнянском лесокомбинате, а также учился в лесотехнической школе.
С 1984 по 1987 год обучался в Московской духовной семинарии.
В 1986 году был рукоположен в сан диакона, а в 1987 году — в сан пресвитера.
В 1987 году направлен на пастырское служение в Ивано-Франковскую епархию.
В 1990 году присоединился к юрисдикции Украинской автокефальной православной церкви, а в 1992 году — к юрисдикции Украинской православной церкви Киевского патриархата, но потом вновь возвратился в юрисдикцию УАПЦ.
24 июня 1996 года митрополитом Галицким Андреем (Абрамчуком) был возведён в достоинство архимандрита.

## Епископское служение
7 июля 1996 года архиереями Андреем (Абрамчуком), Романом (Балащуком), Петром (Петрусём) был рукоположен в сан епископа Ровенского и Острожского (УАПЦ).
11 ноября 1996 года был назначен управляющим Житомирско-Овруцкой епархией.
Перешёл в Киевский Патриархат, где после повторного рукоположения 4 апреля 1997 года был назначен епископом Коломыйским и Косовским, а 8 марта 2013 года после перенесённых многочисленных инсультов, решением Священного синода (журнал № 14) почислен по состоянию здоровья на покой.
Скончался 2 ноября 2020 года в селе Быткове. 3 ноября 2020 года тело покойного было перевезено в Спасо-Преображенский кафедральный собор города Коломыя, где 4 ноября состоялся чин отпевания, после чего захоронение было произведено на сельском кладбище в Быткове.

## Награды
церковные
- Орден святого равноапостольного князя Владимира III степени (23 января 2004)
- Орден Георгия Победоносца (14 декабря 2006)
- Орден Святого Николая Чудотворца (6 марта 2007)